# Агаунские мученники
1. перенаправление Агаунские мученики